# Marguerite Duras
Marguerite Duras (szül. Marguerite Germaine Marie Donnadieu; Saigon, Francia-Indokína, 1914. április 4. – Párizs, 1996. március 3.) francia írónő, forgatókönyvíró, filmrendező.

## Életpályája
Szülei Henri és Marie (szül. Legrand) Donnadieu voltak. 1931-ig kisebb megszakításokkal Francia-Indokínában élt. 1933-tól Párizsban először matematikát és jogot hallgatott édesanyja hatására, majd nem sokkal később politikatudományra váltott, amit 1938-ban fejezett be. 1935–1941 között a Gyarmatügyi Minisztérium titkára volt. 1942–1944 között – a második világháború alatt – a Vichy-kormány egy könyvkiadással foglalkozó irodájában dolgozott. François Mitterranddal része volt a francia ellenállásnak. 1943-tól jelentek meg művei.

### Irodalmi pályája
Műveiben az „új regény” eszközeit használta fel, de csak laza szálakkal kapcsolódik az irányzathoz. Hősei többnyire az elszigeteltség, a magány ellenére is a közösséget kereső, szeretetre vágyó emberek. 1944-ben jelent meg első regénye, A nyugodt élet, ezt követte 1950-ben a Gát a Csendes-óceánon. Az 1954-ben napvilágot látott Naphosszat a fákon, amely 1966-ban magyarul is megjelent. Regényei mellett írt színdarabokat, illetve dramatizált is. A Seine- et Oise-i viadukt 1963-ban megkapta a Fiatal kritikusok díját.

### Filmes pályája
A filmvilágban is rangot szerzett magának a Szerelmem, Hirosima (1959) című forgatókönyvével, amelyet Alain Resnais vitt filmre. Ez az alkotás ma már a francia új hullám klasszikus műve. 1967-ben Paul Seban társaságában megpróbálkozott a filmrendezéssel is, és saját 1965-ben készült színdarabját, A zenét dolgozta fel.

## Művei
- Les Impudents (1943)
- La Vie tranquille (1944, magyarul: A nyugodt élet)
- Un barrage contre le Pacifique (1950; magyarul: Gát a Csendes-óceánon, 1960)
- Le Marin de Gibraltar (1952; magyarul: A Gibraltár tengerésze)
- Les petits chevaux de Tarquinia (1953)
- Des journées entières dans les arbres (1954; magyarul: Naphosszat a fákon, 1966)
- Le Square (regény, 1955; magyarul: A tér)
- Moderato Cantabile (1958)
- Les Viaducs de la Seine et Oise (1959; magyarul: Seine- et Oise-i viadukt)
- Dix heures et demie du soir en été (1960)
- L'après-midi de Monsieur Andesmas (regény, 1962; magyarul: Andesmas úr délutánja, 1964)
- Le Ravissement de Lol V. Stein (1964)
- Théâtre I. (1965)
- Le Vice-Consul (regény, 1966; magyarul: Az alkonzul)
- L'Amante Anglaise (1967; magyarul: Oroszlánszáj, 1969)
- Théâtre II (1968)
- Détruire, dit-elle (regény, 1969; magyarul: Azt mondja, rombolni)
- Abahn Sabana David (1970)
- L'Amour (1971)
- Nathalie Granger (1973)
- L'Eden Cinéma (1977)
- Savannah Bay (1982)
- La Maladie de la mort (1983)
- La Douleur (1985)
- Les Yeux bleus Cheveux noirs (1986)
- Emily L. (1987)
- La Pluie d'été (1990)
- L'Amant de la Chine du Nord (1992)
- Yann Andréa Steiner (1992)
- Écrire (1993)

## Magyarul
- Naphosszat a fákon / Moderato cantabile / Andesmas úr délutánja; ford., bev. Gyergyai Albert; Magvető, Bp., 1966
- Oroszlánszáj. Regény; ford., utószó Farkas Márta; Európa, Bp., 1969 (Modern könyvtár)
- A szerető. Kisregény; ford. Ádám Péter; Európa, Bp., 1987 (Modern könyvtár)
- A tér / Nyáron este fél tizenegykor; ford. Berlin Iván, Kürti György; Európa, Bp., 1989 (Európa zsebkönyvek)
- Az alkonzul; ford. Szabolcs Katalin; Európa, Bp., 1995
- Az észak-kínai szerető; ford. Fázsy Anikó; Vaste Monde, Pomáz, 1995

## Filmforgatókönyvei
- Szerelmem, Hirosima (1959)
- Moderato cantabile (1960) (Gérard Jarlot-val)
- Ilyen hosszú távollét (1961) (Gérard Jarlot-val)
- A tengeri útvonal (L'itinéraire marin) (1963) (Gérard Jarlot-val)
- Fekete éjszaka Calcuttában (Nuit noire, Calcutta) (1964)
- A fehér függönyök (Les rideaux blancs) (1965)
- A tolvaj (1966)
- A kisasszony (1966)
- Nyáron, este fél tizenegykor (1966)
- A Gibraltár tengerésze (1967) (Christopher Isherwood-dal)
- A zene (La musica) (1967) (filmrendező is)
- Jaune le soleil (1971) (filmrendező is)
- La Femme du Gange (1974) (filmrendező is)
- Baxter, Vera Baxter (1977) (filmrendező is)
- Les Enfants (1985) (filmrendező is)
- A szerető (1992)
- Ez a szerelem (2001)
- Hanoi (2004)

## Díjai
- Jean Cocteau-díj (1954)
- a Filmakadémia nagydíja (1973)
- Goncourt-díj (1984)
- Hemmingway-díj (1986)